# ملیسا وارگاس
ملیسا وارگاس (انگلیسی: Melissa Vargas؛ زادهٔ ۱۶ اکتبر ۱۹۹۹) والیبالیست ترک با اصالت کوبایی است، که برای فنرباغچه اوپت بازی می‌کند. او عضو تیم ملی والیبال زنان کوبا بود و بخشی از تیم ملی کوبا در مسابقات قهرمانی جهانی والیبال زنان FIVB در سال ۲۰۱۴ در ایتالیا بود. او از سال ۲۰۲۳ در تیم ملی والیبال زنان ترکیه بازی می‌کند از باشگاه‌هایی که در آن بازی کرده‌است می‌توان به باشگاه والیبال زنان دینامو مسکو اشاره کرد.